# هنري هوسمر
هنري هوسمر (بالإنجليزية: Henry Hosmer)‏ هو لاعب شطرنج أمريكي، ولد في 7 أبريل 1837 في كونكورد في الولايات المتحدة، وتوفي في 1892.

## وصلات خارجية
- هنري هوسمر على موقع مباريات الشطرنج (الإنجليزية)
- هنري هوسمر على موقع 365Chess.com (الإنجليزية)